# 寶馬·卡比
寶馬·謝利·卡比（Boima Jerry Karpeh，1984年6月16日－），生於非洲利比里亞蒙羅維亞，利比里亞裔澳洲足球運動員，司職前鋒，為南華近年最差的亞援球員，於亞協盃8強的首及次回合大量入球機會導致南華慘遭淘汰，最終在兩個月後就被南華解約，現時效力維多利亞州國家超級聯賽球隊京士頓城。

## 球會生涯
寶馬生於利比里亞蒙羅維亞，在澳洲球會出道之後轉戰印度足球甲級聯賽及印尼頂級聯賽，而且入球效率不俗，於2014/15季度代表印度甲級聯賽球會果阿競技上陣26次並取得11個入球，於2015年6月30日以亞援身份加盟南華，在季前首場熱身賽雖然攻入1球，助南華以6–0大勝香港U18但寶馬卻錯失數次入球機會，寶馬加盟南華後表現一直備受批評，於亞協盃8強首及次回合負予柔佛DT中寶馬錯失大量入球機會，最終南華兩回合計以2–4慘遭淘汰，而寶馬更成為輸波罪人兼被大批南華球迷要求離隊，結果南華於9月23日與寶馬解約。  

## 榮譽
珀斯SC
- 西澳洲國家超級聯賽冠軍（英语：National Premier Leagues Western Australia）（2005年）

弗洛雷特雅典娜
- 西澳洲國家超級聯賽冠軍（英语：National Premier Leagues Western Australia）（2007年）

丘吉爾兄弟
- 西澳洲國家超級聯賽冠軍（英语：2011 IFA Shield）（2007年）

個人
- 西澳洲國家超級聯賽神射手（英语：National Premier Leagues Western Australia）（2007年）

## 外部連結
- 香港足球總會網頁球員註冊資料